# Launch Entry Suit

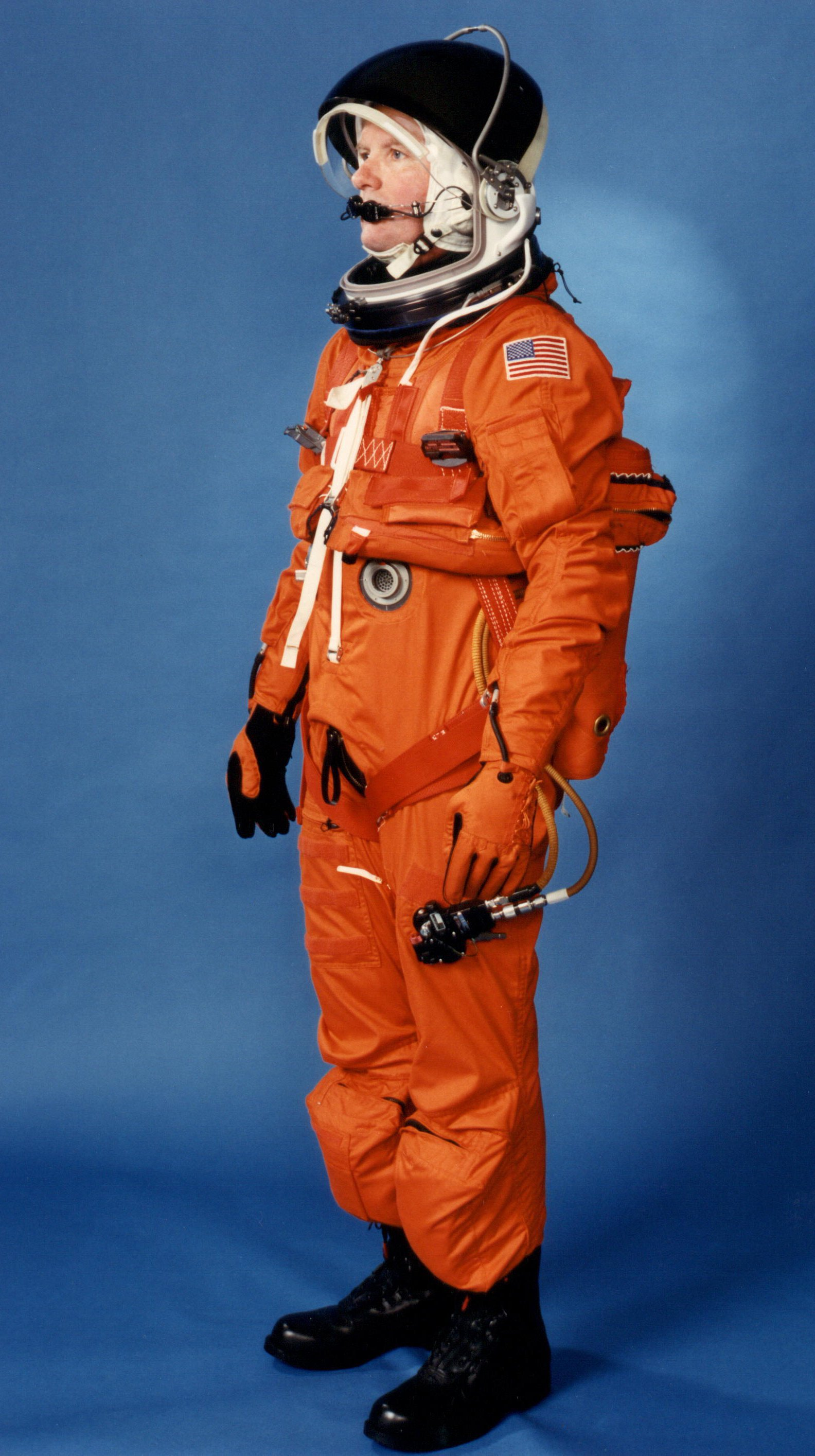
Um traje LES apresentado por um técnico.

O Launch Entry Suit, (LES) Traje de Lançamento Básico, é um tipo de traje espacial Norte americano,
usado pelos astronautas que tripularam as primeiras missões dos ônibus espaciais. 
Ele era um traje de pressurização parcial, e foi introduzido em 1988 a partir da missão STS-26, sendo usado durante a decolagem e o pouso. 
A sua função primária, era ser um traje de salvamento, e não tinha capacidade de uso fora de uma espaçonave. Em vez disso, seu objetivo era 
manter o usuário vivo em caso de despressurização acidental da espaçonave.
Ele saiu de serviço em 1994. A partir da missão STS-65, ele foi substítuído pelo traje ACES.